# هانی سعید
هانی سعید (عربی: هاني سعيد؛ زادهٔ ۲۲ آوریل ۱۹۸۰) یک بازیکن فوتبال اهل مصر است.

## باشگاهی
از باشگاه‌هایی که در آن بازی کرده‌است می‌توان به باشگاه ورزشی اسماعیلی، باشگاه ورزشی زمالک، باری، باشگاه فوتبال المصری، باشگاه ورزشی الاهلی مصر، مسینا، فیورنتینا، اشاره کرد.

## تیم ملی
وی همچنین در تیم ملی فوتبال مصر بازی کرده‌است.